# Waltherarndtia
Waltherarndtia is een geslacht van sponsdieren uit de klasse van de Demospongiae (gewone sponzen).

## Soort
- Waltherarndtia caliculatum (Kirkpatrick, 1903)